# Rettungsball

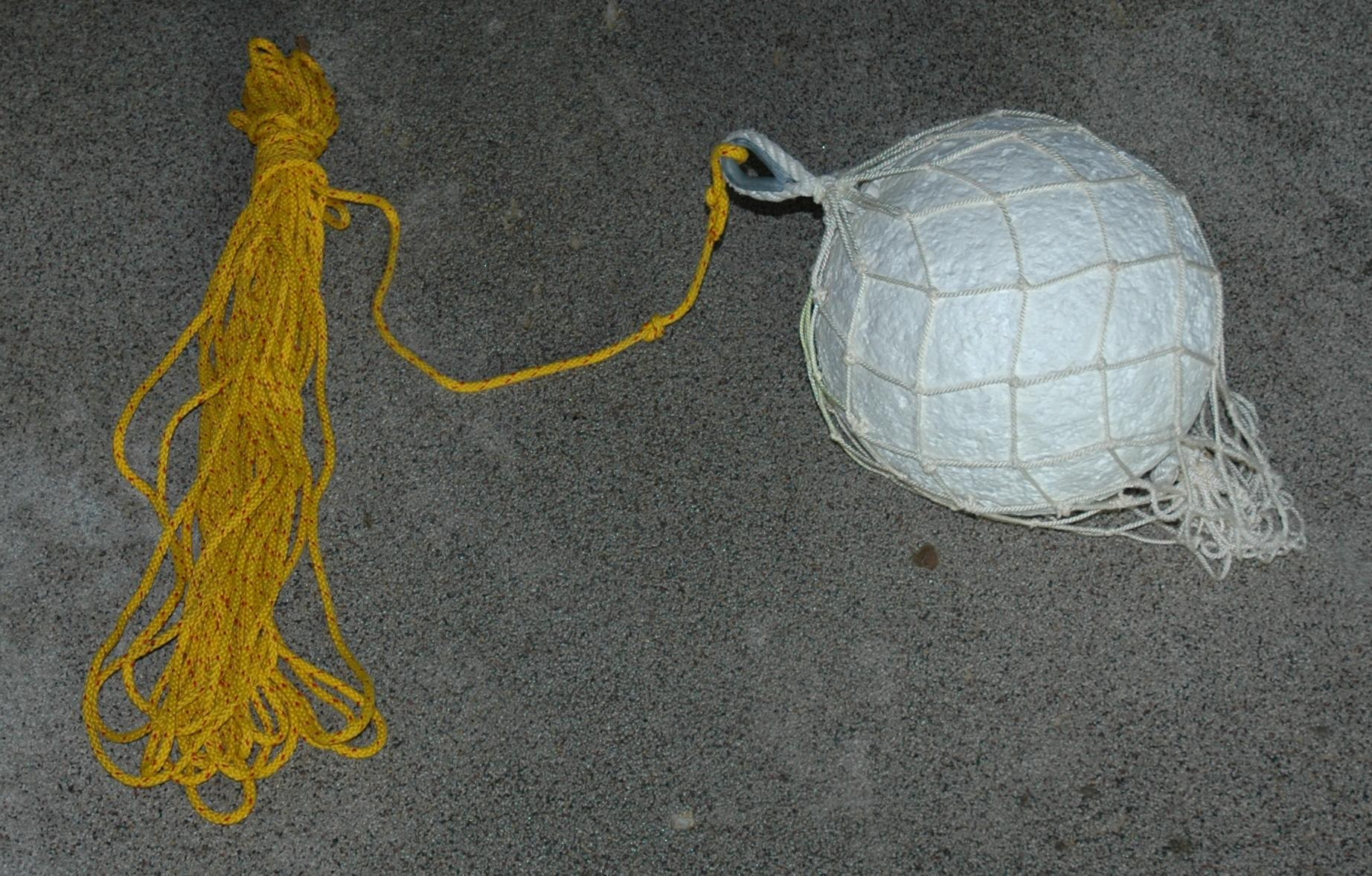
Rettungsball mit Leine

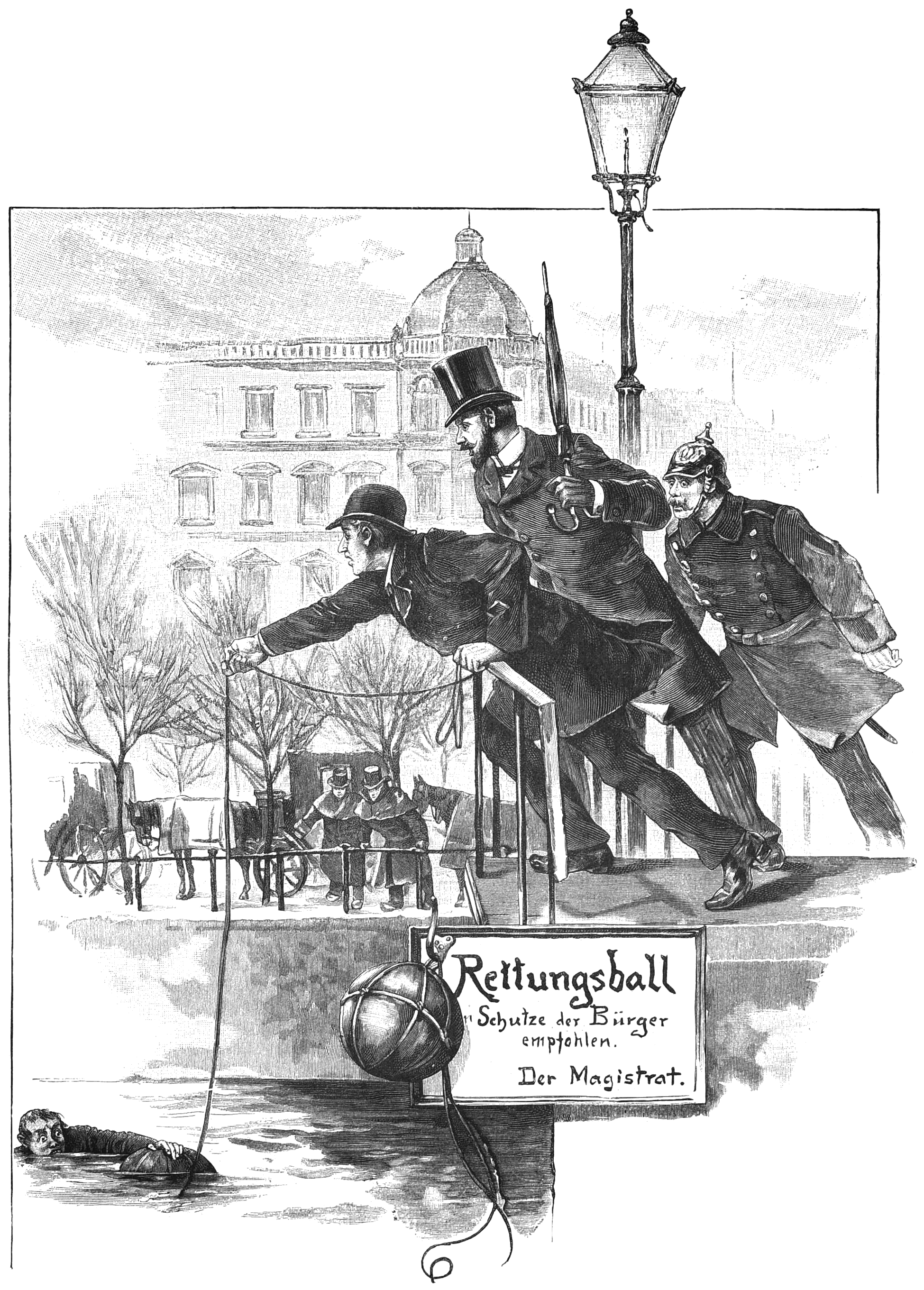
Illustration in der Zeitschrift Die Gartenlaube 1889

Ein Rettungsball ist ein Wasserrettungsmittel. Häufigste Einsatzgebiete sind Hallen- und Freibäder, Rettungswettkämpfe sowie im Wasserrettungsdienst Rettungsboote und andere eingesetzte Fahrzeuge. Der Rettungsball findet weiterhin Anwendung an Bord von Berufsschiffen.
Der Umgang mit einem Rettungsball wird primär während der Ausbildung für das Rettungsschwimmabzeichen in Gold gelehrt und geübt. In der Handhabung entspricht er in etwa dem Rettungsring und der Rettungswurfleine. Der Auftrieb gebende Teil eines Rettungsballs besteht aus Kunststoff oder Schaumpolystyrol und ist zur besseren Handhabung mit einem Netz umschlossen. Er wird an einer schwimmfähigen Leine (ca. 15–20 m) angebunden und wie der Rettungsring normalerweise mit dem Schleuderwurf dem Verunfallten zugeworfen.

## Vorteile
- einfache Handhabung bei geübten Rettern
- leichte Pflege
- keine Gefährdung des Retters
- mehrere Verunglückte können sich am Netz festhalten
- schnelle Hilfe für den Verunglückten

## Nachteile
- viel Übung und immerwährendes Training ist erforderlich
- Verunglückter muss bei Bewusstsein sein, um sich am Netz festzuhalten
- begrenzter Einsatzradius
- in Brandung nicht einsetzbar
- ist windanfällig